# Polymixis rungsi
Polymixis rungsi là một loài bướm đêm trong họ Noctuidae.